# Як я був вундеркіндом
«Як я був вундеркіндом» (рос. «Как я был вундеркиндом») — білоруський радянський дитячий художній фільм 1983 року режисера Євгена Марковського за мотивами повісті Володимира Машкова.

## Сюжет
Школяр Сєва Соколов чинить опір намірам батьків і бабусі зробити з нього вундеркінда…

## У ролях
- Арнас Катінас
- Гедрюс Пускунігіс
- Віра Васильєва
- Ернст Романов
- Тетяна Лебедєва
- Дмитро Матвєєв
- Микола Гринько
- Ніна Тобілевич
- Вадим Гемс
- Людмила Мелешко
- Людмила Ревзіна
- Ірина Зеленко
- Володимир Січкар
- Ігор Волчек
- Олена Шилкина
- Андрій Гусєв
- Дмитро Йосипів
- Ростислав Шмирьов
- Едуард Горячий

## Творча група
- Сценарист: Володимир Голованов
- Режисер: Євген Марковський
- Оператор:
- Композитор: Ігор Красильников